# Aimanam
Aimanam es una ciudad censal situada en el distrito de Kottayam en el estado de Kerala (India). Su población es de 34470 habitantes (2011). Se encuentra a 6 km de Kottayam y a 66 km de Cochin.

## Demografía
Según el censo de 2011 la población de Aimanam era de 34470 habitantes, de los cuales 16761 eran hombres y 17709 eran mujeres. Aimanam tiene una tasa media de alfabetización del 97,01%, superior a la media estatal del 94%: la alfabetización masculina es del 97,97%, y la alfabetización femenina del 96,10%.